# 岸清 (土木工学者)
岸 清（きし きよし、1937年（昭和12年）3月11日 - 2015年（平成27年）8月20日）は、昭和時代後期から平成時代の土木工学者。

## 経歴
1960年（昭和35年）東京大学工学部土木工学科を卒業し、東京電力に入社する。1989年（昭和64年）同社原子力建設部長、1992年（平成4年）原子力本部副本部長、1995年（平成7年）同フェロー（理事待遇）を経て、2001年（平成13年）顧問に就任した。
ほか、土木学会第90代会長、同会原子力土木委員会顧問などを歴任した。